# Eupeodes silvaticus
Eupeodes silvaticus är en tvåvingeart som beskrevs av He 1993. Eupeodes silvaticus ingår i släktet fältblomflugor, och familjen blomflugor. Inga underarter finns listade i Catalogue of Life.